# IC 2209
IC 2209 је спирална галаксија у сазвјежђу Жирафа која се налази на листи објеката дубоког неба у Индекс каталогу.
Деклинација објекта је + 60° 18' 14" а ректасцензија 7h 56m 14,2s. Привидна величина (магнитуда) објекта IC 2209 износи 13,5 а фотографска магнитуда 14,3. Налази се на удаљености од 24,9 милиона парсека од Сунца. IC 2209 је још познат и под ознакама UGC 4093, MCG 10-12-17, MK 13, IRAS 07519+6026, CGCG 286-78, CGCG 287-8, KUG 0751+604, PGC 22232.